# Magalvi Estaba
Magalvi José Estaba Mata (9 de noviembre de 1957) es una política venezolana, actualmente diputada suplente de la Asamblea Nacional por el estado Nueva Esparta.

## Carrera
Magalvi fue electa como diputada suplente por la Asamblea Nacional por el estado Nueva Esparta para el periodo 2016-2021 en las elecciones parlamentarias de 2015, en representación de la Mesa de la Unidad Democrática (MUD). En 2021, Estaba estuvo entre los diputados que rechazaron las elecciones regionales del mismo año debido a la falta de garantías en los comicios.